# Leonhard Hüttenhofer
Leonhard Hüttenhofer (* 10. Juli 1924 in Trugenhofen, heute Rennertshofen; † 22. Januar 1978 in Gessertshausen) war ein deutscher Politiker (CSU).
Hüttenhofer, der im Zweiten Weltkrieg Fallschirmjäger war, ehe er von den Briten gefangen genommen wurde, legte einen berufsbezogenen Bildungsweg mit Fachabitur, Hochschulreifeprüfung und einem Studium am Staatsinstitut für landwirtschaftlichen Unterricht ab und wurde dadurch Lehrer an der Landwirtschaftlichen Berufsschule in Augsburg und Agraringenieur. Ab 1964 leitete er die Landwirtschaftliche Kreisberufsschule Augsburg mit Berufsaufbauschule, nachdem 1971 eine Berufsfachschule angegliedert wurde, ernannte man ihn zum Studiendirektor. Hüttenhofer trat der CSU 1954 bei. Bei der Jungen Union war er von 1956 bis 1962 Kreisvorsitzender. 1960 wurde er in den Augsburger Kreistag gewählt, 1966 wurde er dort Fraktionsvorsitzender sowie stellvertretender Landrat. 1974 wurde er im Stimmkreis Augsburg-Land-Nord direkt in den Bayerischen Landtag gewählt. 
Er verstarb während eines Wohltätigkeits-Fußballspiels auf dem Sportplatz in Gessertshausen, sein Nachfolger war Hubert Spiekenheuer.
Zum Gedenken an Leonhard Hüttenhofer findet seit 1979 alljährlich das „Leonhard-Hüttenhofer-Gedächtnisturnier für Altherren-Mannschaften“ im Landkreis Augsburg statt. Die Endspiele (Spiel um Platz 3 + Finale) finden dabei immer am Ort seines Todes auf dem Sportplatz Gessertshausen statt.